# Palaiochóri (ort i Grekland, Epirus, Thesprotia)
Palaiochóri är en ort i Grekland.   Den ligger i prefekturen Thesprotia och regionen Epirus, i den västra delen av landet, 300 km nordväst om huvudstaden Aten. Palaiochóri ligger 117 meter över havet och antalet invånare är 274.
Terrängen runt Palaiochóri är kuperad åt nordväst, men åt sydost är den bergig. Runt Palaiochóri är det glesbefolkat, med 19 invånare per kvadratkilometer. Närmaste större samhälle är Igoumenitsa, 15,0 km väster om Palaiochóri. == Kommentarer ==
1. ↑  Framräknat ur variansen i alla höjduppgifter (DEM 3") från Viewfinder Panoramas, inom 10 km radie.[2] Mer om algoritmen finns här: Användare:Lsjbot/Algoritmer.